# Eooxylides watsoni
Eooxylides watsoni är en fjärilsart som beskrevs av Van Eecke 1914. Eooxylides watsoni ingår i släktet Eooxylides och familjen juvelvingar. Inga underarter finns listade i Catalogue of Life.